# Kolstad Håndball
A Kolstad Håndball egy norvég férfi kézilabdacsapat, amelynek székhelye Trondheimben van. A csapat nyert már norvég bajnokságot, és norvég kupát.

## Története
A klub 1972-ben a Kolstad Idrettslag sportklub kézilabda szakosztályként jött létre. Azóta anyagilag függetlenné vált és önálló csapatként szerepel. A felnőtt csapat 2005-ben jött létre, a norvég élvonalba 2015-ben jutott fel. 2018 augusztusától a Kolstad Arénában játssza mérkőzéseit. 2021 októberében jelentette be az akkor a norvég bajnokság kilencedik helyén álló csapata, hogy a következő években a legjobb norvég játékosokat le fogja igazolni és európai szinten is meghatározó csapatot fognak építeni. Ekkor jelentették be Torbjörn Bergerud, Magnus Gullerud, Janus Daði Smárason és Sigvaldi Guðjónsson érkezését a következő szezonra, valamint 2023-as igazolásként Sander Sagosen és Magnus Abelvik Rød érkezését. 2023-ban megnyerték első norvég bajnoki címüket. A megnövekedett kiadásokat azonban nem tudták követni a szponzori bevételek megfelelő ütemben, így 2023 nyarán pénzügyi gondok jelentkeztek a csapatnál. A klub arra kérte a játékosokat, hogy erre a szezonra 30 százalékot, a következő szezonban pedig 20 százalékot engedjenek bérükből.
A csapat célja, hogy minél több Trøndelag régióból származó játékost foglalkoztassanak.

## Sikerei
- Norvég bajnokság győztese: 2023, 2024
- Norvég kupa győztese: 2023, 2024

## Jelenlegi keret
A 2024–2025-ös szezon játékoskerete:
| Kapusok - 01 Lars Eggen Rismark - 30 Torbjørn Bergerud Jobbszélsők - 48 Sigvaldi Guðjónsson - 72 Erlend Johnsen Balszélsők - 07 Adrian Aalberg - 17 Magnus Stølefjell Beállósok - 14 Magnus Gullerud - 15 Sveinn Jóhannsson - 19 Ruben Meder - 42 Martin Hernes Hovde | Balátlövők - 06 Leon Owrenn Bronken - 22 Simon Jeppsson - 25 Simen Ulstad Lyse Irányítók - 04 Vetle Eck Aga - 05 Sander Sagosen - 09 Benedikt Gunnar Óskarsson - 23 Gøran Johannessen Jobbátlövők - 02 Aksel Hald - 03 Emre Christoffer Berge - 10 Magnus Søndenå |